# Fenice (Ronin)
Fenice è il quarto album discografico dei Ronin, pubblicato nel 2012.

## Tracce
1. Spade – 5:14
2. Benevento – 4:44
3. Selce – 5:18
4. Jambiya – 4:28
5. Fenice – 5:01
6. It Was A Very Good Year – 5:08
7. Gentlemen Only – 2:13
8. Nord – 4:58
9. Conjure Men – 4:05

## Formazione

### Gruppo
- Bruno Dorella: chitarre
- Nicola Ratti: chitarre
- Chet Martino: basso
- Paolo Mongardi: batteria, percussioni

### Ospiti
- Emma Tricca: voce in It Was A Very Good Year
- Enrico Gabrielli: flauto e sax in Conjure Men, clarinetto in It Was A Very Good Year, piano in Jambiya
- Raffaele Kohler: tromba in Conjure Men
- Luciano Macchia: trombone in Conjure Men
- Nicola Manzan: violino in Fenice
- Umberto Dorella: tastiere in It Was A Very Good Year